# Jean Potin Cup 1924
Jean Potin cup byl turnaj v ledním hokeji, který se konal od 7. do 9. února 1924. Turnaje se zúčastnili čtyři mužstva, která se utkala vyřazovacím systémem. 

## Výsledky a tabulka

### Semifinále
Československo –  Švédsko 2:3pp (1:1, 1:1 - 0:1)
7. února 1924 (22:00) – Paříž

Branky a nahrávky Československa: 16. Jaroslav Jirkovský (Otakar Vindyš), 39:32 Otakar Vindyš (Jan Palouš).

Branky Švédska: 11. Helge Johansson, 28. Birger Holmqvist, 47. Wilhelm Arwe.

Vyloučení: 28. Josef Šroubek na 1 min, v prodloužení Stránský na 1 min (v brance Valentin Loos).
ČSR: Jaroslav Stránský (Otakar Vindyš) - Otakar Vindyš, Valentin Loos - Josef Šroubek, Josef Maleček, Jaroslav Jirkovský - Jan Palouš, Jan Krásl.
Švédsko: Einar Olsson - Gustaf Johansson, Wilhelm Arwe - Birger Holmqvist, Helge Johansson, Ernst Karlberg.
- Zápas měl být při nerozhodném výsledku prodloužen 2x10 minut. Švédští hokejisté, kteří dali v první části prodloužení gól však k druhým deseti minutám prodloužení nenastoupili. Protest Československa vrchní rozhodčí zamítl.

 Velká Británie –  Francie 7:3pp (1:1, 2:2 - 4:0)
7. února 1924 – Paříž

Branky Francie: Hooley Smith (CAN) 2, Pierre Charpentier.

### Finále
Švédsko –  Velká Británie 7:3pp (3:3, 0:0 - 4:0)
9. února 1924 – Paříž

Branky Švédska: 4x Birger Holmqvist, Gustaf Johansson, Helge Johansson, Ernst Karlberg.
Švédsko: Einar Olsson - Gustaf Johansson, Wilhelm Arwe - Birger Holmqvist, Helge Johansson, Ernst Karlberg.